# Sojuz TMA-01M
Sojuz TMA-01M è stata una missione del programma Sojuz diretta verso la Stazione Spaziale Internazionale (ISS). Il lancio è avvenuto il 7 ottobre 2010 dal Cosmodromo di Baikonur. In seguito la navetta si è agganciata con la ISS ed i tre membri dell'equipaggio sono entrati a far parte dell'Expedition 25.

## Equipaggio
| Ruolo               | Equipaggio                                            | Equipaggio                                            |
| ------------------- | ----------------------------------------------------- | ----------------------------------------------------- |
| Comandante          | Aleksandr Kaleri, Roscosmos Expedition 25 Quinto volo | Aleksandr Kaleri, Roscosmos Expedition 25 Quinto volo |
| Ingegnere di volo 1 | Oleg Skripočka, Roscosmos Expedition 25 Primo volo    | Oleg Skripočka, Roscosmos Expedition 25 Primo volo    |
| Ingegnere di volo 2 | Scott Kelly, NASA Expedition 25 Terzo volo            | Scott Kelly, NASA Expedition 25 Terzo volo            |

### Equipaggio di riserva
| Ruolo               | Equipaggio                | Equipaggio                |
| ------------------- | ------------------------- | ------------------------- |
| Comandante          | Sergej Volkov, Roscosmos  | Sergej Volkov, Roscosmos  |
| Ingegnere di volo 1 | Oleg Kononenko, Roscosmos | Oleg Kononenko, Roscosmos |
| Ingegnere di volo 2 | Ronald Garan, NASA        | Ronald Garan, NASA        |

## Navetta
Si tratta del primo utilizzo della versione modificata di Sojuz TMA denominata Sojuz TMA-M.